# Dva voskresen'ja
Dva voskresen'ja (Два воскресенья) è un film del 1963 diretto da Vladimir Markovič Šredel'.